# Čukur
Čukur – wieś w Chorwacji, w żupanii sisacko-moslawińskiej, w mieście Hrvatska Kostajnica. W 2011 roku liczyła 114 mieszkańców.